# Vennheide (Willich)
Vennheide ist eine Ortslage im Gebiet der zum Kreis Viersen gehörenden Stadt Willich im Westen des deutschen Bundeslandes Nordrhein-Westfalen. Innerhalb des Willicher Stadtgebiets zählt Vennheide zum Stadtteil Anrath einerseits und zur Gemarkung Neersen andererseits. Zur Ortslage Vennheide zählen die Straßen Am Malbauer, Schaadweg, Schmiedeweg, Stockum, Vennheide, außerdem von den Straßen Flöthweg und Viersener Straße jeweils die Abschnitte südlich des Flöthbachs, sowie von der Straße Clörath die Häuser Nr. 1 bis 11 (ungerade Nummern). Vennheide hat die Postleitzahl 47877, die für das gesamte Willicher Stadtgebiet einheitlich ist.

## Geschichte

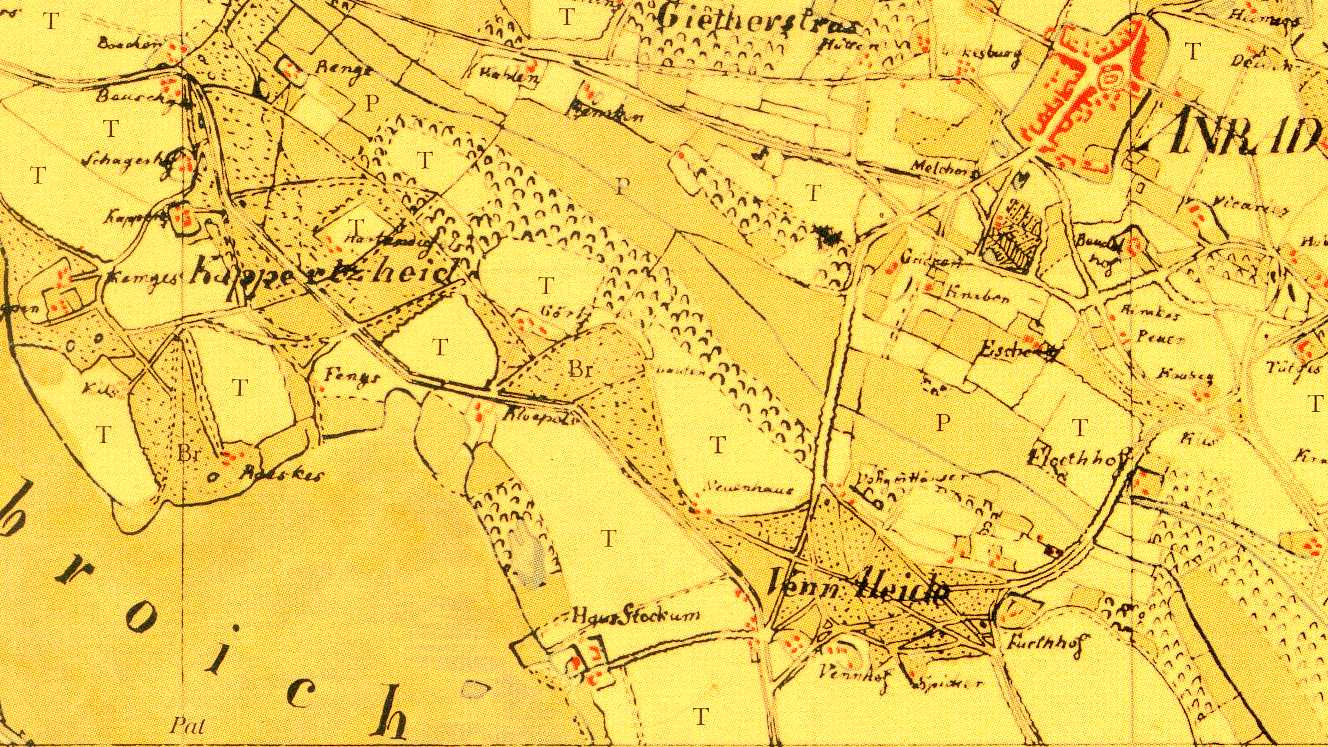
Die Vennheide südlich von Anrath auf einer französischen Militärkarte von 1805.

Vennheide war ursprünglich ein Teil der Honnschaft Clörath, die seit dem Mittelalter zum Amt Oedt gehörte, einem Verwaltungsbezirk des früheren Kurfürstentums Köln. Schon einige Jahre vor Napoléons Machtergreifung wurde das Rheinland ab 1794 von Frankreich besetzt. In den Jahren 1798/1800 führte die französische Militärverwaltung mehrere Gebietsreformen in den besetzten Gebieten durch. Dabei wurde das bisher kurkölnische Amt Oedt aufgelöst. Die Honnschaft Clörath einschließlich ihrer kleineren Ortsteile wie Vennheide wurde an die Bürgermeisterei (frz. „Mairie“) Neersen angegliedert.
Nach dem Ende der Franzosenzeit wurde das Gebiet 1814/1815 preußisch. Unter der preußischen Verwaltung wurde die Bürgermeisterei Neersen samt Clörath und Vennheide 1816 zunächst in den damals neu gebildeten Kreis Krefeld, dann ab 1819 in den Kreis Gladbach eingegliedert. Nach Auflösung des Kreises Gladbach wurde Neersen mit Clörath und Vennheide 1929 in den Kreis Kempen-Krefeld umgegliedert. Zum 1. Januar 1970 wurde die Gemeinde Neersen mit dem größten Teil von Clörath und Vennheide in die seinerzeit neu formierte Stadt Willich eingemeindet. Als Ortsteil der Stadt Willich gehört Vennheide seit 1975 zum Kreis Viersen, der damals mit geringen Veränderungen aus dem Kreis Kempen-Krefeld hervorging.

## Sehenswürdigkeiten

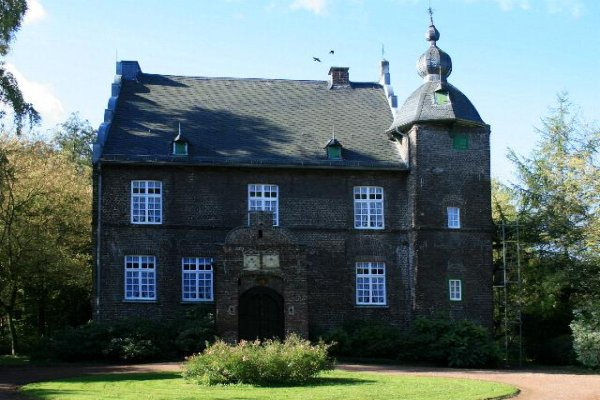
Das Haus Stockum.

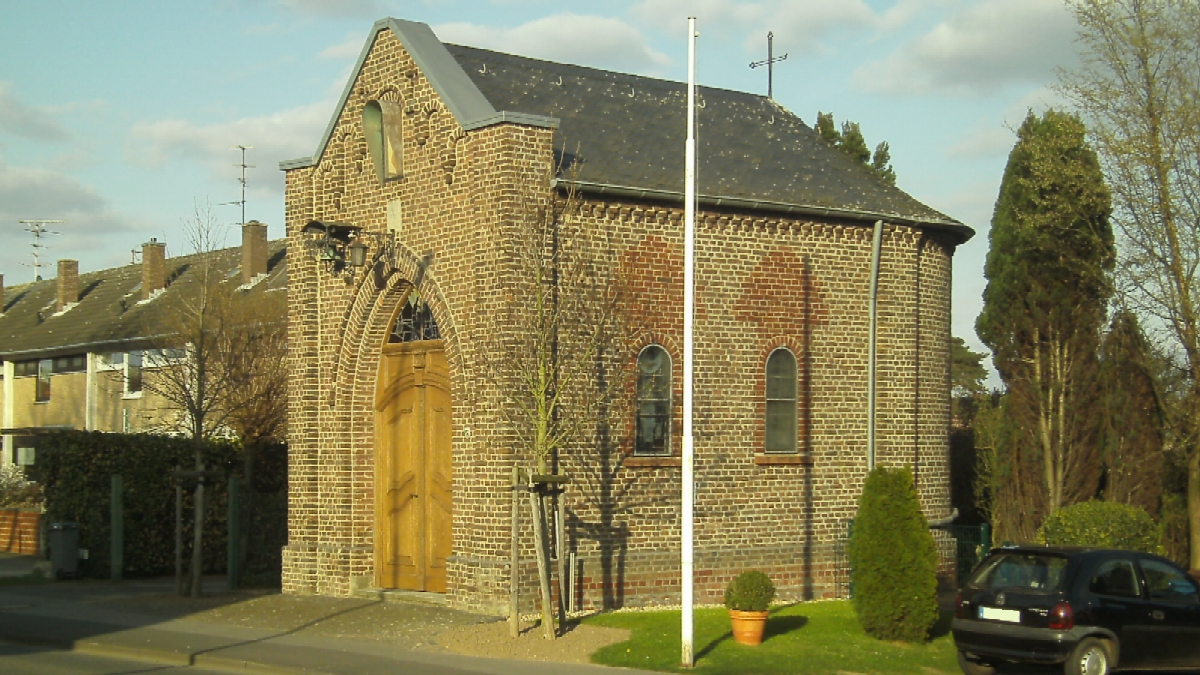
Die Vennheider Missionskapelle an der Viersener Straße.

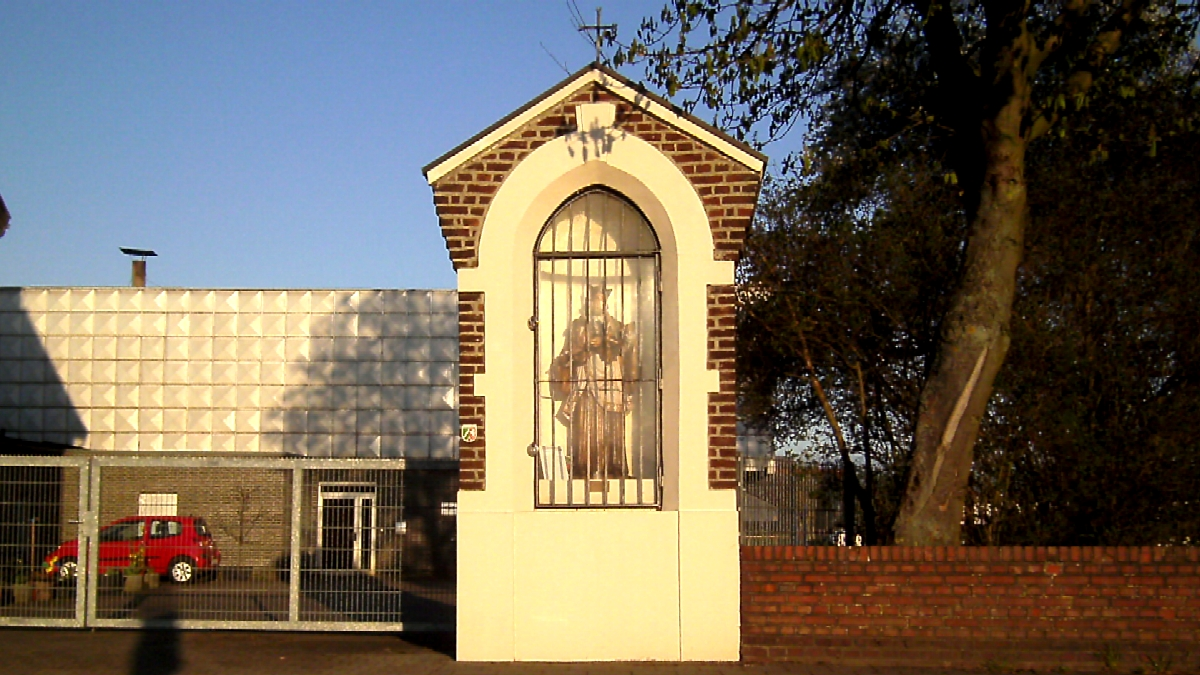
Das St.Nepomuk-Heiligenhäuschen an der Viersener Straße neben dem Flöthbach.

### Haus Stockum
Am westlichen Rand der Vennheide befindet sich das Haus Stockum. Es handelt sich dabei um eine ehemalige Wasserburg aus dem frühen 17. Jahrhundert. Von der einstigen Burganlage ist heute nur noch das Herrenhaus und der Wassergraben erhalten. Das Haus Stockum steht seit 1993 als erhaltenswertes Baudenkmal unter Denkmalschutz.

### Missionskapelle
An der Ostseite der Viersener Straße befindet sich auf Höhe des Hauses Nr. 177 die Missionskapelle Vennheide, die auch als Heiligkreuzkapelle bezeichnet wird. Das Backsteingebäude wurde im Jahr 1869 zunächst ohne Fenster errichtet. Die Fenster wurden im Rahmen einer Renovierung erst 1937 eingebaut. Über der Eingangstür ist die folgende Inschrift eingemeißelt: „Rette Deine Seele. Gebaut zur Ehre des Missionskreuzes 18 JHS 69 “, die Abkürzung „JHS “ bedeutet dabei „Jesus, Heiland, Seligmacher “. Im Jahr 2009 wurde das Gebäude erneut umfassend renoviert.
Bei der Vennheider Missionskapelle handelt es sich nicht um eine einfache Wegekapelle im Sinne eines Heiligenhäuschens, sondern um ein kleines Kirchengebäude, in dem gelegentlich auch (katholische) Gottesdienste stattfinden. In kirchlicher Hinsicht zählt die Kapelle zur katholischen Pfarrgemeinde St. Johannes Anrath, zu dessen Pfarrbezirk die Vennheide gehört. Das kleine Kirchengebäude steht seit 1985 unter Denkmalschutz.

### St. Nepomuk-Heiligenhäuschen
Am nördlichen Rand der Vennheide steht an der Westseite der Viersener Straße gleich neben dem Flöthbach ein Heiligenhäuschen. Im Inneren des Heiligenhäuschens befindet sich eine Statue des Heiligen Nepomuks. Der Heilige Nepomuk, den man auch Johannes Nepomuk nennt, wird als Schutzpatron gegen Wassergefahren verehrt.
Das steinerne Heiligenhäuschen wurde 1878 errichtet anstelle verschiedener hölzerner Vorgänger, die dort zurück bis ins 18. Jahrhundert überliefert sind. Dabei hat wohl ursprünglich ein Heiligenbild des Johannes Nepomuk auf Holzpfählen im Wasser des Flöthbachs gestanden. Dieses Heiligenbild soll von einem Sohn des Müllers der Gibbermühle im Nachhinein errichtet worden sein aus Dankbarkeit für seine Rettung, als man ihn als gerade getauftes Kind bereits im Flöthbach ertrunken wähnte, dann aber unversehrt im Schilf am Ufer des Baches wiederfand.
1992 wurde die aus Holz geschnitzte Figur des Heiligen Nepomuk im Rahmen eines Kunstraubs gestohlen. In der Folgezeit kam durch Spenden von Vennheider, Clörather und Anrather Bürgern ein Geldbetrag zusammen, der für die Anschaffung einer Ersatzfigur ausreichend war. Die Anfertigung der neuen Figur wurde schließlich von der Clörath-Vennheider Schützengesellschaft bei einem bekannten Künstler bestellt. 1994 oder 1995 wurde die neue Nepomuk-Figur dann diebstahlsicher vom Schützenverein in das Heiligenhäuschen eingebaut.
19 Jahre nach dem Diebstahl, im Mai 2011, wurde die entwendete Nepomuk-Figur schließlich in Xanten wiedergefunden. Von einem Wiedereinbau in das Heiligenhäuschen und einem Austausch der beiden Figuren wurde aus verschiedenen Gründen, auch technischer Art, aber abgesehen. Stattdessen befindet sich das wiederaufgetauchte Original nun in der katholischen Anrather Pfarrkirche St. Johannes-Baptist.
Das Heiligenhäuschen, das auch als „Nepomuk-Kapelle “ bezeichnet wird, wurde 1985 mit der Listennummer 32 unter Denkmalschutz gestellt, weil an seiner Erhaltung aus wissenschaftlichen und volkskundlichen Gründen ein öffentliches Interesse besteht.

## Verkehr

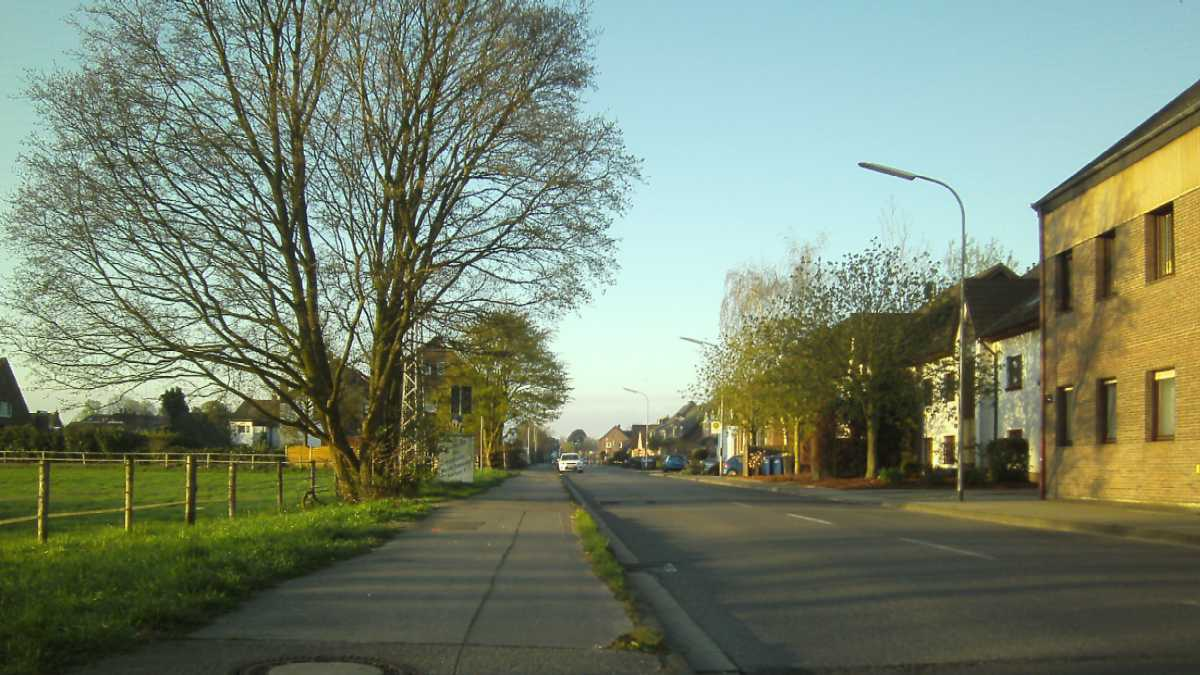
Vennheide, Viersener Straße,
etwa von gegenüber dem St.Nepomuk-Heiligenhäuschen aus gesehen.

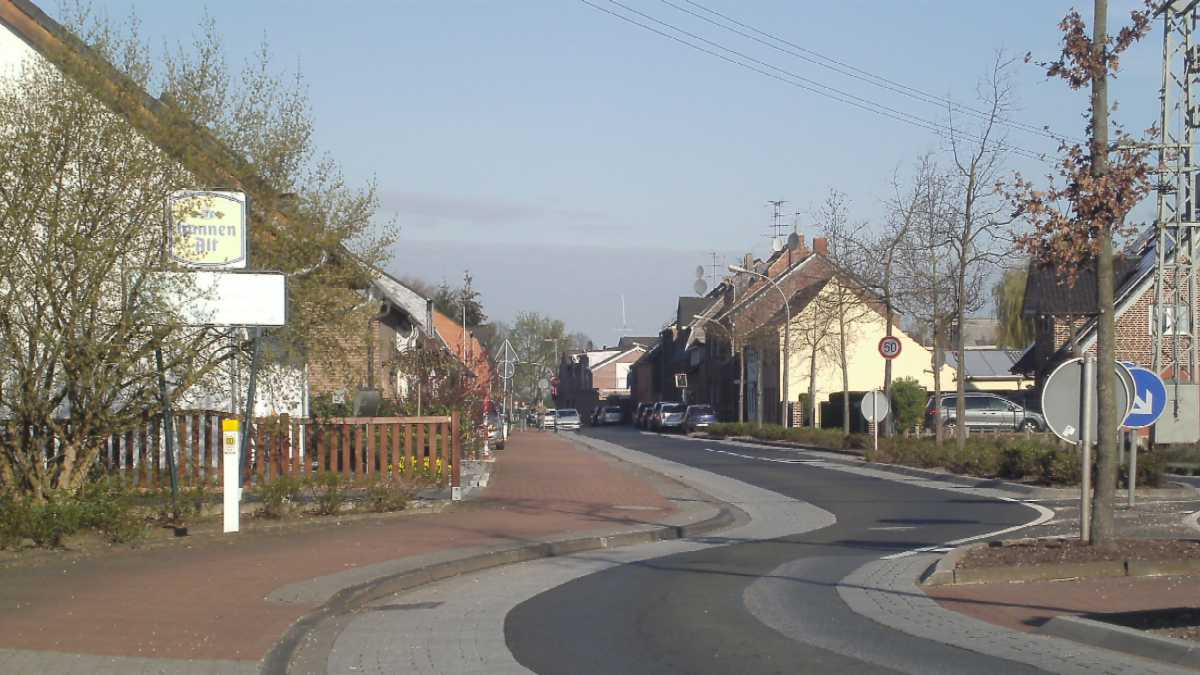
Die Straße „Vennheide “ in Vennheide, von Osten aus gesehen.

### Straßenverkehr
In der Vennheide kreuzen sich zwei innerörtliche Durchgangsstraßen:
- In Nord-Süd-Richtung verläuft die Viersener Straße, die hauptsächlich dem Nachbarortsverkehr zwischen Anrath und Viersen dient. Diese Straße war früher eine Landesstraße, es ist die ehemalige L 26.[25] Die L 26 wurde vor einigen Jahren im Bereich von Anrath/Vennheide zur Gemeindestraße zurückgestuft und beginnt jetzt erst bei Münchheide.[26]
- In Ost-West-Richtung verläuft die Kreisstraße 17. Die K 17 beginnt südöstlich der Vennheide bei Giesgesheide an der L 29 und führt von dort über Vennheide und Clörath nach Hagen.[26] Die K 17 hat östlich der Kreuzung mit der Viersener Straße den Straßennamen „Vennheide “, westlich dieser Kreuzung heißt sie einfach „Clörath “.

### Öffentlicher Nahverkehr

#### Schienenverkehr
Eine Eisenbahnstrecke gibt es in Vennheide selber nicht, die nächstgelegenen Bahnhöfe im Personenverkehr sind die Bahnhöfe Anrath (ca. 2 km) und Viersen (ca. 5 km). Es gibt außerdem eine direkte Busverbindung zum ca. 14 km entfernten Bahnhof Meerbusch-Osterath.

#### Busverkehr
Als Ortsteil von Willich gehört die Vennheide zum Verkehrs- und Tarifgebiet des Verkehrsverbunds Rhein-Ruhr und wird von der BVR Busverkehr Rheinland GmbH („Rheinlandbus“) mit einer Buslinie bedient. Außerdem verkehrt in der Vennheide der Anrather Bürgerbus mit seiner Linie A.
| Typ                  | Linie     | Strecke | Hinweise |
| -------------------- | --------- | --- | --- |
|                      | 071 (VRR) | Viersen, Busbf. – Viersen, Gereonsplatz – Vennheide – Anrath – Willich – Bf. Meerbusch-Osterath – Meerbusch, Haus Meer                                      | Busverkehr Rheinland („Rheinlandbus“, Fahrplan 2013) Am Haus Meer besteht Anschluss an die Düsseldorfer Stadtbahn.                         |
|                      | A (BBA)   | Anrath, Bf. → Anrath, Post → Kleinkollenburgstraße → Anrath, Kirche → Vennheide → Bökel → Grenzweg → Reiherweg → Clörath → Anrath, Mertensweg → Anrath, Bf. | Bürgerbus Anrath (Fahrplan 2013), der Parcours der Bürgerbuslinie A wird nur in der angegebenen Fahrtrichtung abgefahren, nicht umgekehrt! |
| Stand: Dezember 2013 |           | | |

Darüber hinaus wird das Gebiet der Vennheide von der VRR-Schnellbuslinie SB 87 durchfahren, die jedoch hier nicht hält.

### Radwanderwege
Neben den Radwegen entlang der Vennheider Durchgangsstraßen (Vennheide, Clörath und Viersener Straße) wird die Vennheide an ihrem östlichen Rand von einem offiziell ausgewiesenen Radwanderweg tangiert, dem Rundweg der Stadt Willich. Diese Radwanderstrecke ist durch ein grünes „[W]“ gekennzeichnet und verläuft hier von Anrath kommend über den östlichen Bereich der Vennheide und die Giesgesheide zur Niers bei Neersen oder umgekehrt.

## Vereine
- Pferdesport: Reit- und Fahrverein Hubertus e. V. Anrath-Neersen, Vereins-Reithalle „Am Malbauer “, Vennheide[31]
- Sankt Martin: St. Martinskomitee Clörath-Vennheide, Gehöft Geens, Clörather Mühle 41, Clörath[32]
- Schützen: St. Johannes Schützengesellschaft 1662 Clörath-Vennheide e. V.[33]

## Rettungsdienste
- Brandbekämpfung: Freiwillige Feuerwehr, Löschzug Clörath-Vennheide[34]

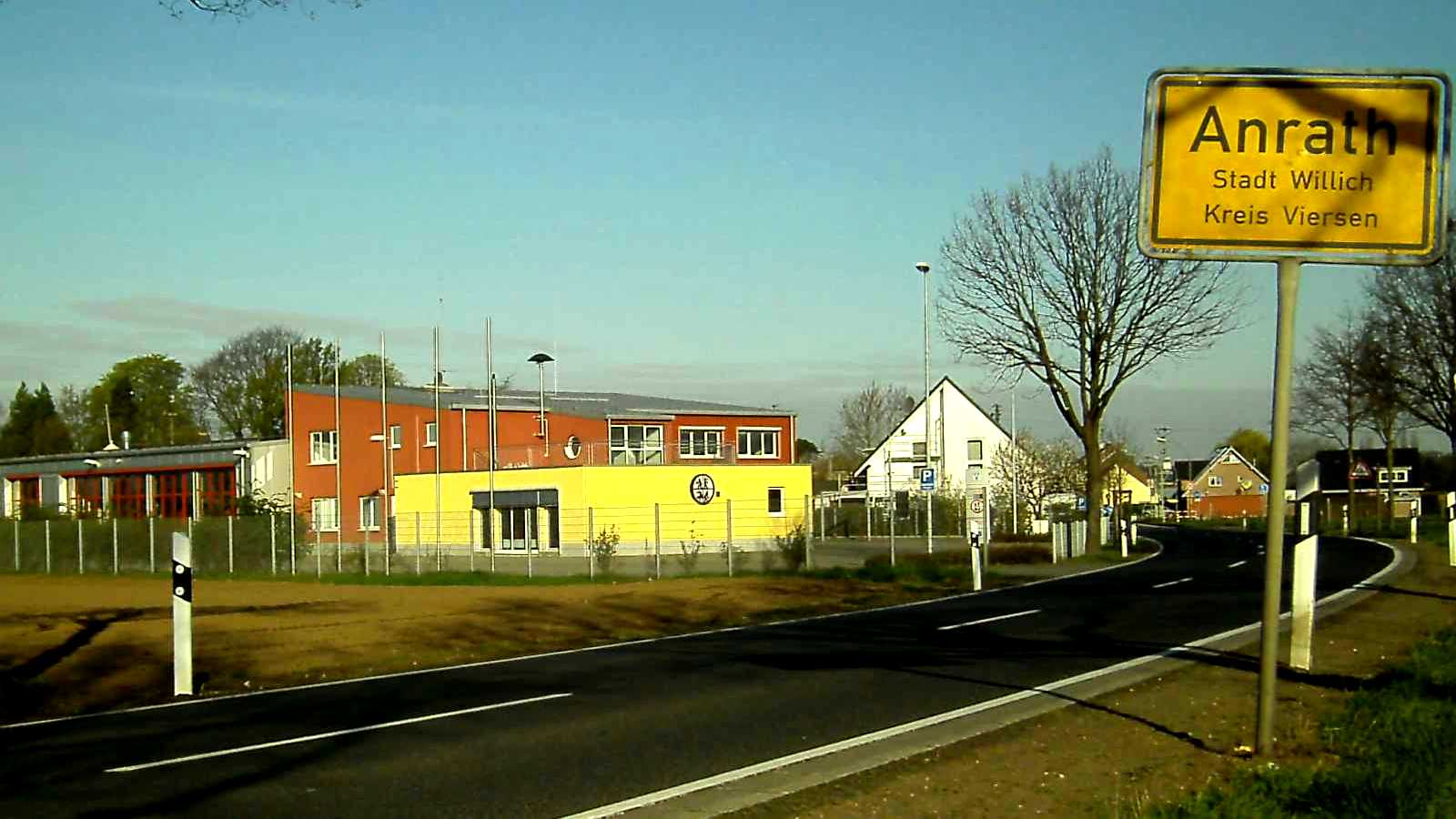
Vennheide in der Gemarkung Neersen: Anrather Ortstafel und Clörather Feuerwehrhaus

## Nachbarorte der Vennheide

### Clörath, Anrath und Neersen

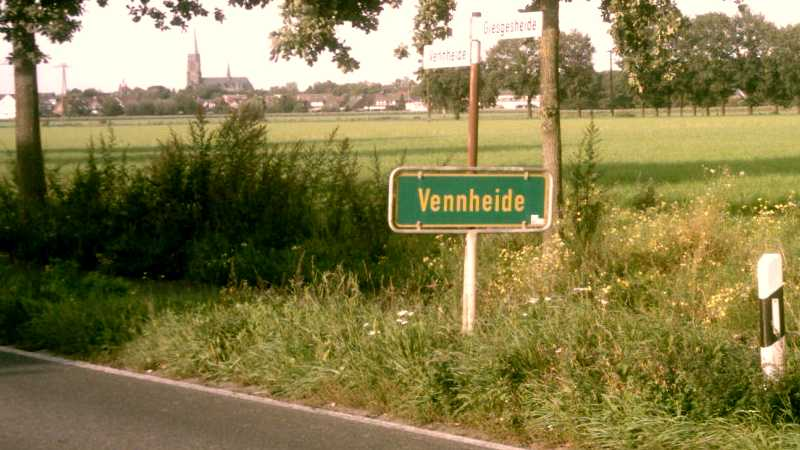
Vennheider Ortshinweistafel an der Kreisstraße 17 an der Grenze zur Giesgesheide. Im Hintergrund die Silhouette von Anrath.

Je nach Zusammenhang wird die Vennheide meist einem der drei Nachbarorte Clörath, Anrath oder Neersen zugeordnet, was auf Außenstehende gelegentlich etwas unübersichtlich wirkt. Die Bindungen zu Clörath, vor allem im Vereinswesen und bei der Feuerwehr, kommen daher, dass die Vennheide jahrhundertelang ein Teil der Honnschaft Clörath gewesen ist. Dass die Vennheide heute umgangssprachlich oft als eigene Honnschaft bezeichnet wird, ist historisch gesehen nicht richtig: Die Vennheide ist nie eine eigenständige Honnschaft gewesen.
Die Bindungen zu Anrath dürften ebenso alt sein wie jene zu Clörath. Als Teil der Honnschaft Clörath gehörte die Vennheide in kirchlicher Hinsicht seit dem Mittelalter zum Pfarrbezirk der (katholischen) Kirchengemeinde St. Johannes Anrath. In der früher nahezu ausschließlich katholischen Umgebung hat dies im Laufe der Jahrhunderte zu einer gewissen Identifikation mit dem zuständigen Pfarrort Anrath geführt, wenngleich die Vennheide vor 1970 in politisch-administrativer Hinsicht nie zu Anrath gehört hat, sondern vor 1798 zum Amt Oedt und danach bis 1969 zu Neersen.
Auch postalisch zählte die Vennheide schon vor 1970 zu Anrath, trotz der Zugehörigkeit zur damaligen Gemeinde Neersen. Für Postanschriften in der Vennheide musste als Ortsbezeichnung „4151 Neersen Post Anrath “ angegeben werden, weil die Vennheider Briefpost vom Anrather Postamt aus verteilt wurde. Zwar gab es auch in Neersen ein Postamt, das aber für die Briefzustellung in den nordwestlichen Neersener Außengebieten wie Clörath und Vennheide nicht mehr zuständig war.
1970 wurden sowohl Neersen als auch Anrath in die Stadt Willich eingemeindet. Nach der Eingemeindung wurde die Vennheide dem Stadtteil Anrath zugeordnet, weswegen in den 1970er Jahren auch an allen drei Ortseingängen der Vennheide Anrather Ortstafeln aufgestellt wurden. Beim Grundbuchregister des zuständigen Amtsgerichts in Krefeld blieb das Gebiet jedoch trotzdem Teil der Gemarkung Neersen, was noch auf die Zeit der Zugehörigkeit zur früheren Gemeinde Neersen vor 1970 zurückgeht.

### Die nähere Umgebung
| Vorst Hagen Clörath                    | Kehn Anrath                                 | Hochbend Holterhöfe Anrath          |
| Rahser Clörath                         | Kompassrose, die auf Nachbargemeinden zeigt | Anrather Donk Münchheide            |
| Robend Grenzweg Hamm Düpp Ummer Heimer | Bökel/Hagwinkel Viersener Donk Lockhütte    | Giesgesheide Neersen Neuwerker Donk |